# Melaine Favennec
Pour les articles homonymes, voir Favennec.
 (mars 2012).
Si vous disposez d'ouvrages ou d'articles de référence ou si vous connaissez des sites web de qualité traitant du thème abordé ici, merci de compléter l'article en donnant les références utiles à sa vérifiabilité et en les liant à la section « Notes et références ».
Melaine Favennec, né en 1950 à Quimperlé, est un chanteur et musicien breton.
Il commence sa carrière de musicien sur la scène bretonne en tant que violoniste du groupe Diaouled ar Menez à partir de 1972. En 1973, il fonde avec quelques amis la coopérative d'édition musicale Névénoé. Il poursuit par la suite sa carrière personnelle avant de retrouver certains d'entre eux, dans les années 2000, au sein du Trio EDF.
Melaine Favennec est multi-instrumentiste. Il joue notamment du violon et de la guitare. Acteur de théâtre, auteur de musique pour le
théâtre, il fait aussi son entrée dans le cinéma, avec Brisures d'Abers (JL Le Tacon), Un voyage immobile (Lejalé). Puis, il prête ses traits à la plume de François Bourgeon, dans la bande dessinée Les Yeux d'étain de la ville glauque. Il peint et dessine également.

## Biographie
Né en 1950 à Quimperlé, Melaine Favennec est bercé par les chants et airs traditionnels que collectait son père Robert Favennec (fondateur du bagad Bro Kemperle) et les amis musiciens de son père (Polig Montjarret, Youenn Gwernig). Très jeune, il apprend la bombarde et la cornemuse. En entendant la ballade à consonance celtique Gates of Eden, il rêve de suivre la trace de Bob Dylan. Dès l'âge de douze ans, il commence à écrire et interpréter des chansons en duo avec son ami François Didier. En 1969, il cofonde à Alençon le Théâtre du Temps Fort et y joue quatre pièces avec une troupe. Il retourne en Bretagne et réapprend la bombarde et la cornemuse. Il participe à la création du groupe mythique Diaouled Ar Menez (diables de la montagne) dans lequel il joue du violon de 1972 à 1975, puis ponctuellement depuis le 25e anniversaire du groupe.
Il souhaitait entamer une carrière solo pour s'exprimer par le chant et la parole. L'année qui suit son départ, en 1976, il sort Basse Danse chez Névénoë (qu'il gère de 1972 à 1979 avec les fondateurs Gérard Delahaye et Patrik Ewen). Avec son propre spectacle, il tourne et se produit en première partie de Bernard Lavilliers, Archie Shepp ou Léo Ferré… En 1979, il sort Chansons simples et chants de longue haleine.
En 1982, il signe chez RCA la sortie du disque Au secret déluge. Ensuite il subit le retour de mode des années 1980 mais continue de tourner, dont un passage remarqué au Printemps de Bourges. Il est alors considéré comme le précurseur d'une nouvelle tendance de la chanson et obtient le prix de la SACEM. En 1986, il joue son spectacle concert La belle inutile, jusqu'en 1989, qui marque le début de la collaboration avec le rennais Yvan Cassar et le spectacle Trois = Plus, présenté aux Tombées de la Nuit en compagnie d'un orchestre philharmonique. Entre-temps, il sort en 1988 l'album Melaine - Masculin Singulier, dont est extrait la chanson L'hélicoptère.
En 1990, il participe aux Quarantièmes Rugissants, avec Henri Texier Jazztet et le Bagad Bro Kemperle. Il sort aussi La chambre, nouvel album (avec Yvan Cassar) qui obtient le Prix de l'Académie Charles-Cros et le Prix de la Création en Bretagne. En 1993, Présent d'Exil (arrangements une nouvelle fois d'Yvan Cassar) est aussi salué par les critiques. En 2001 il sort l'album solo Nos îles, nos amours chez L'Oz Production (enregistré en 1999 avec notamment un quatuor à corde et le guitariste Dan Ar Braz) et démarre une tournée avec ses deux compères Patrick Ewen et Gérard Delahaye, pour former le trio EDF avec qui il enregistre en 2003 l’album Kan Tri. En 2005 il sort un nouvel album solo, Hey Ho.
En 2012, dans Émoi des mots, Melaine Favennec met en musique et enregistre des poèmes de Max Jacob extraits de plusieurs recueils, dont Le Cornet à dés,.

## Discographie

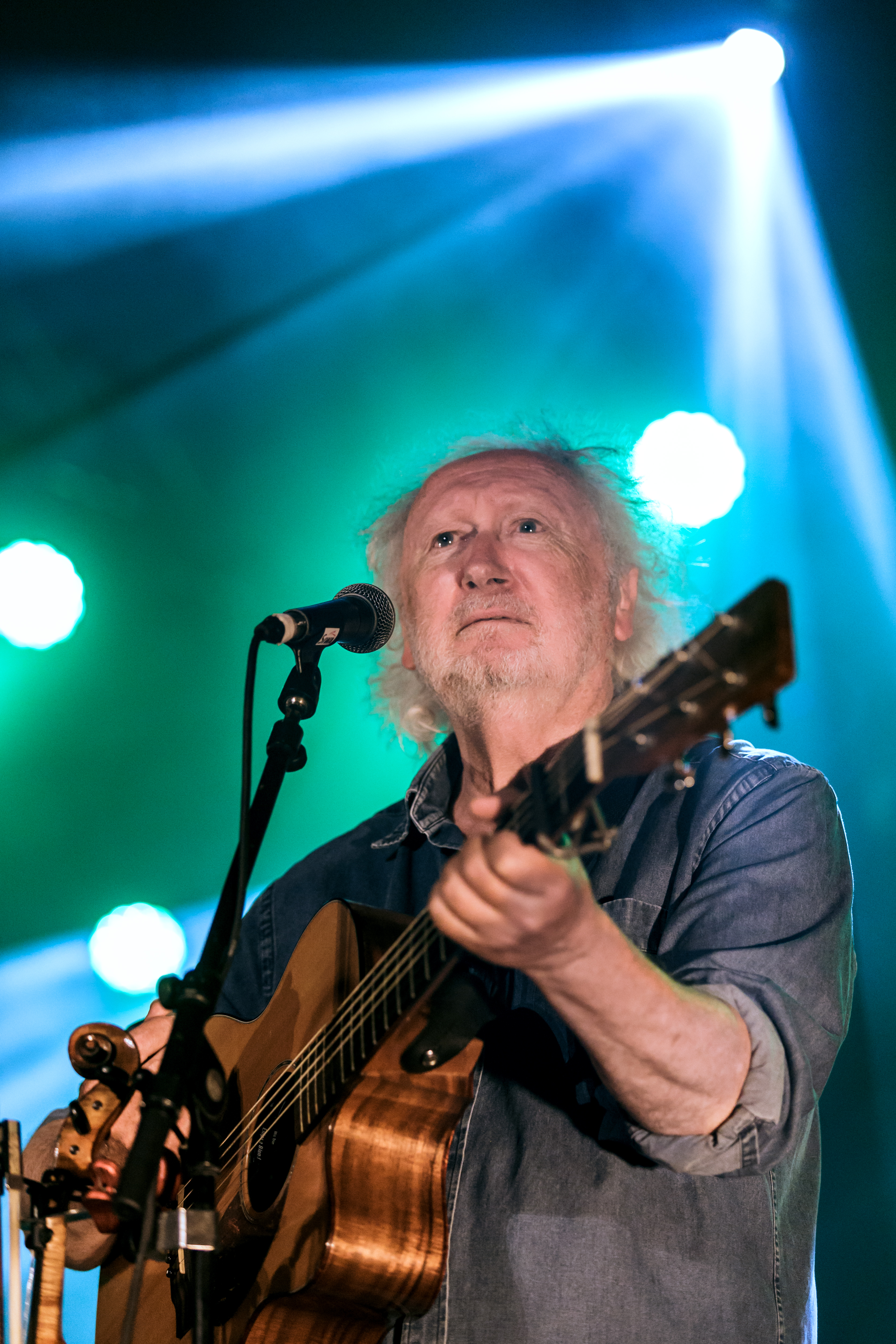
Melaine Favennec à la guitare

### En solo
- 1976 : Basse danse, 30 cm, Névénoé 30007
- 1977 : Petit garçon chante chante, 17 cm Nevenoe
- 1979 : Chansons simples et chants de longue haleine, 30 cm, Névénoé 30010
- 1982 : Au secret déluge, CD, RCA puis Intime In Time, IITCD3 50322-2 / BS 332
- 1988 : Melaine - Masculin singulier, CD, Hello Record 10067
- 1990 : La Chambre, CD, Intime In Time/Blue Silver CD1 (grand prix de l'Académie Charles-Cros)
- 1993 : Présent d'exil, CD, Intime In Time/Blue Silver CD2
- 1999 : Nos îles, nos amours, CD, L'Oz Production/Coop Breizh, L'Oz 27
- 2005 : Hey Ho !, Dylie/Coop Breizh, DY250
- 2012 : Émoi des mots, chante Max Jacob, Dylie/Coop Breizh

### Participations
- 1973 : Étienne Riwallan avec les Diaouled Ar Menez
- 1977 : Ataw Ez Eomp avec les Diaouled Ar Menez
- 1978 : Le printemps de Gérard Delahaye, Névénoé (Réédition Dylie Productions)
- 1990 : Le Grand Festin, La compagnie du beau temps
- 1991 : Aujourd'hui, je suis père noël de Gérard Delahaye, Studio SM
- 1994 : Anthologie de la chanson française : De la rue au cabaret, EPM, trois titres
- 1996 : Ouessant - Enez Eussa  (compilation L'île des sept vents), Escalibur Coop Breizh
- 1996 : Ca va, ça va, TSF
- 1997 : La grande histoire de la chanson française, Édition France Progrès
- 1998 : Biniou braz de Patrick Molard
- 1998 : 1975 - 1980, La Mirlitantouille
- 1998 : Amours que j'ai, Roulez Fillettes
- 2002 : L'habit de plume du Hamon Martin Quintet
- 2003 : Les Grandes voix de Bretagne, L’oz Production
- 2004 : Barbara d'Alcantara

## Inspiration
Melaine Favennec a inspiré à François Bourgeon un personnage qui apparaît dans le tome 2 de la bande-dessinée Les Compagnons du crépuscule, intitulé Les Yeux d'étain de la ville glauque.

### Documentaire
- Salut les vieux frères ! Kan Tri, film d'Alain Gallet, 2004, Aligal Production / France 3 Ouest, 52 min.
- Melaine Favennec, les belles embarquées, film de François Catonné, 2019, ThePROD, 26 min. voir en ligne sur KuB